# Ледис Берри Классик Эндр
Ледис Берри Классик Шер (фр. Ladies Berry Classic's Indre) — шоссейная однодневная велогонка, проходившая по территории Франции с 2004 по 2008 год.

## История
На протяжении всей своей истории гонка проходила в рамках национального календаря. В 2008 году входила в календарь женского Кубка Франции.
Проводилась в первой половине апреля до или после другой гонки Ледис Берри Классик Шер.
Маршрут гонки проходил в департаменте Эндр исторической провинции Берри. Протяжённость дистанции была в районе 110 км.

## Призёры
| Год  | Победитель           | Второй                | Третий              |
| ---- | -------------------- | --------------------- | ------------------- |
| 2004 | Жанни Лонго          | Кэролайн Пайо-Подевин | Ева Лутц            |
| 2005 | Михо Оки             | Тэмми Бойд            | Элоди Тюффе         |
| 2006 | Изабель Нгуен ван Ту | Магали Мокери         | Эдвиж Питель        |
| 2007 | Магали Мокери        | Марина Жонатр         | Паскаль Жёлан       |
| 2008 | Жанни Лонго          | Магали Ле Флок        | Карин Готар-Руссель |